# Frits Uldall

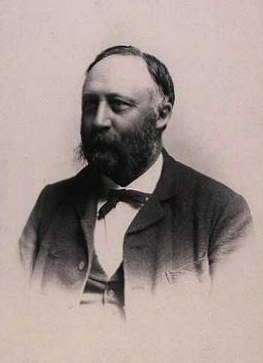
Frits Uldall (1895)

Johannes Frederik (Frits) Christian Uldall (* 11. Februar 1839 in Fredericia; † 21. Februar 1921 in Randers) war ein dänischer Architekt und Denkmalpfleger.

## Leben
Frits Uldall war der Sohn des Stadtphysicus Frederik Adolph Uldall und seiner Ehefrau Elisabeth Johanne Sophie Sick. Nach dem Realexamen an der Akademie von Sorø im Jahre 1856 wurde Frits Uldall Werkstattsschüler an der Polytechnischen Lehranstalt. 1859 erhielt er den Gesellenbrief als Zimmermann. Gleichzeitig studierte er in den Jahren 1857 bis 1863 an der Architektenschule der Kunstakademie. In dem Zeitraum war er bei Christian Frederik Hansen und Johan Daniel Herholdt vier Jahre lang Zeichner. Uldall war Leutnant im Deutsch-Dänischen Krieg 1864.
Nach dem Krieg war Uldall von 1865 bis 1867 angestellt als Zeichner bei Peto, Brassey & Betts, dem Hauptbüro für die Anlage der Eisenbahn für Jütland und Fünen. Ab 1868 hatte er sein eigenes Büro. Darüber hinaus betrieb er eine Zeichnerschule für junge Handwerker. Er war Gutachter für Kirchen und Pfarrhöfe in verschiedenen jütländischen Probsteien und 1871 bis 1888 Aufsichtsführender für Kirchen in Nordjütland. Er war auch Direktionsmitglied der 'Antiquarischen Denkmäler-Erhaltung' (Antikvariske Mindesmærkers Bevarelse), samt dem königlichen Altnordischen Museum. Er war  Ritter des Dannebrogordens.
Frits Uldall war historisch sehr interessiert und unternahm im Laufe der Jahre viele Reisen in Jütland und ins Ausland, wo er Kirchen und andere Baudetails skizzierte, die er später als Vorlage für Elemente in seinen Architektaufgaben verwandte. Er reiste nach Tirol und Rom 1867–68, Deutschland und Österreich 1878, Schweden 1883, ins Rheinland, nach Holland und Belgien 1886, Stockholm 1896, Deutschland 1898, 1901, 1902, 1903, 1905, 1908, Lübeck 1899 und Deutschland, Gotland und Stockholm 1910.

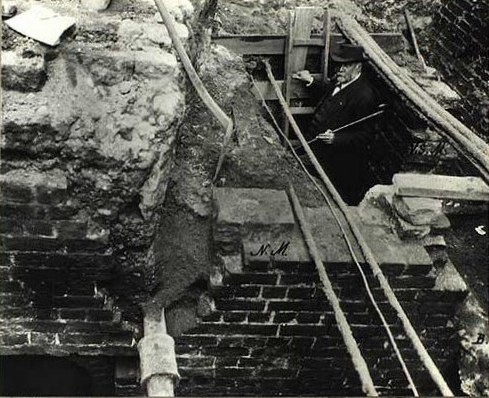
Frits Uldall bei einer Ausgrabung

Die Kunstakademie unterstützte ihn mit einem Stipendium (1869) zur Untersuchung von Dorfkirchen. Der Carlsbergfond förderte die Untersuchung von alten Kirchenglocken in Schonen, Halland, Blekinge und Sønderjylland 1886–87 und mehrmals danach unterstützte ihn auch der dänische Staat. Als Restaurierungsarchitekt war er von der Maxime geprägt, dass jedes alte Gebäude in den ursprünglichen Zustand zurückversetzt werden sollte. Die zahlreichen Instandsetzungen von Kirchen und anderen Gebäuden basierten nicht immer aufgrund dokumentierter Untersuchungen. Uldall war auch an der frühgeschichtlichen Archäologie interessiert und arbeitete für das dänische Nationalmuseum mit Angabe von frühzeitlichen Denkmälern auf Landkarten. Außerdem nahm er an den landsdeckenden Beschreibungen der Harden teil.
1894 erhielt er die Silbermedaille der holländischen Regierung für sein Werk Nederlandsche Kerkklokken in Denemarken.
Uldall war Freimaurer und zeichnete gemeinsam mit Eggert Achen das Logengebäude des dänischen Freimaurerordens in Randers.
Uldall heiratete zuerst am 6. Juni 1866 in Butterup Henriette Sophie Torst (* 30. Oktober 1844 in Løvenborg: † 10. März 1874 in Randers), Tochter des Gutsverwalters, Justizrats Frederik Christian Torst und der Johanne Margrethe Neergaard. Die zweite Ehe wurde am  1. Juni 1875 in Mejlby mit Inger Kirstine Mohnsen (* 23. März 1850 in Kalstrup; † 19. Oktober 1940 in Kopenhagen), Tochter des Proprietär Mogens Christensen Mohnsen und der Else Jensdatter Grosen. Er wurde in Randers begraben.

## Bauten

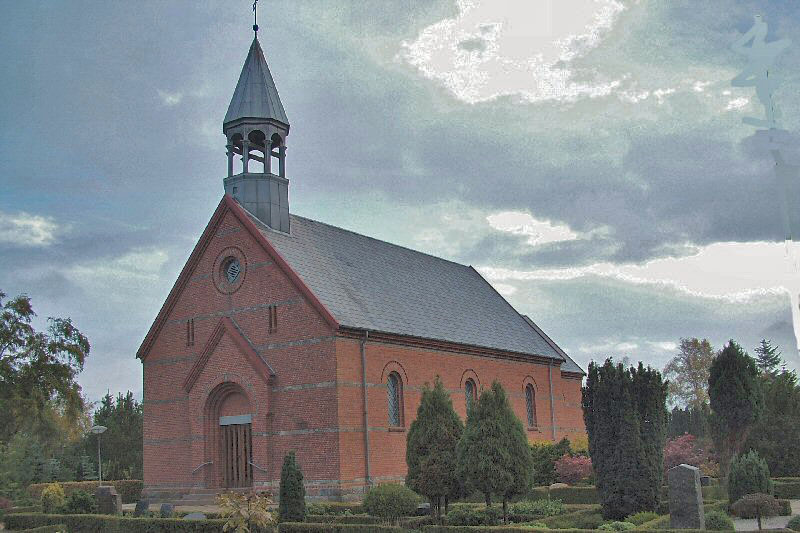
Jerup Kirche

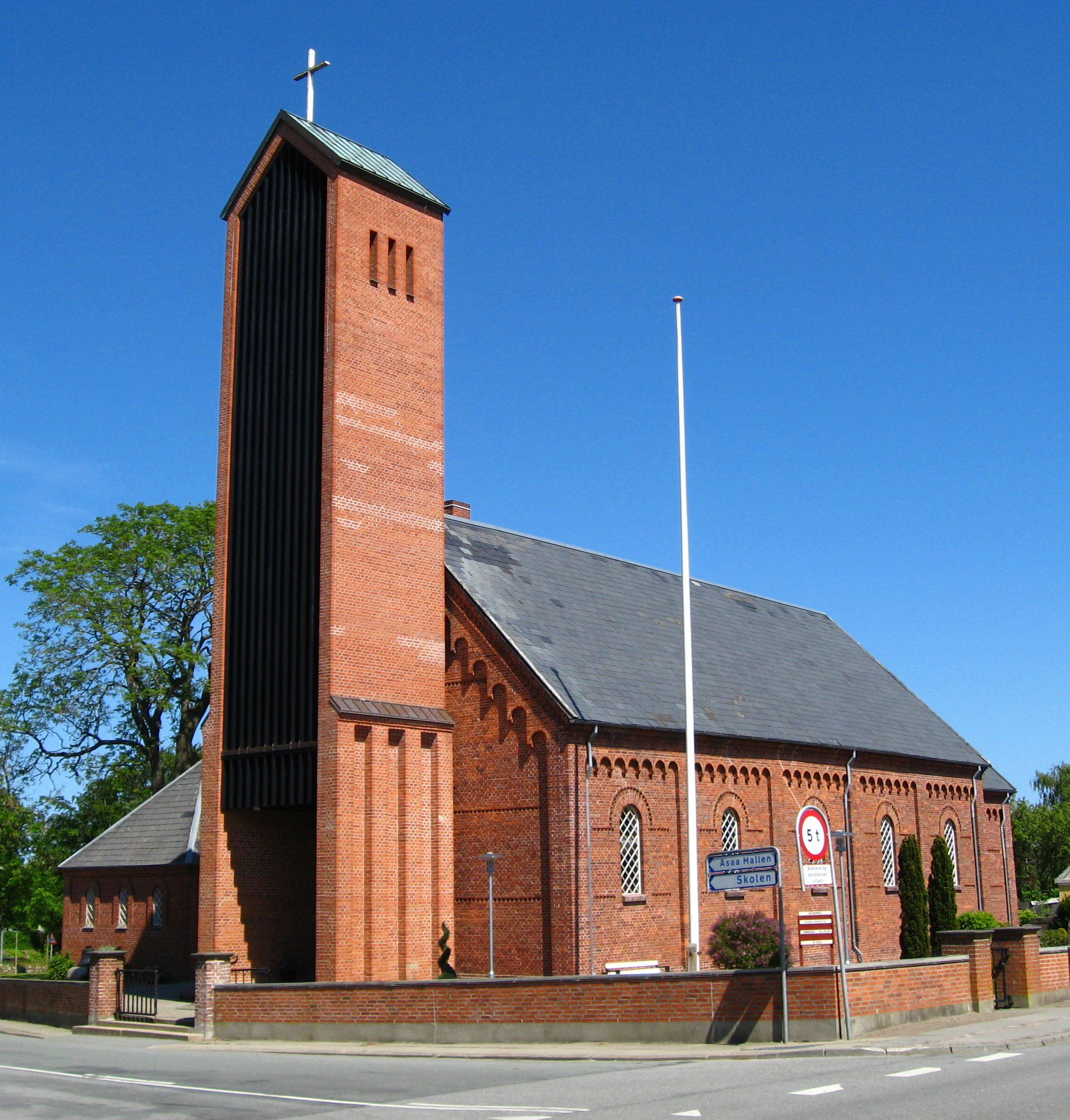
Aså Kirche (Turm später erbaut)

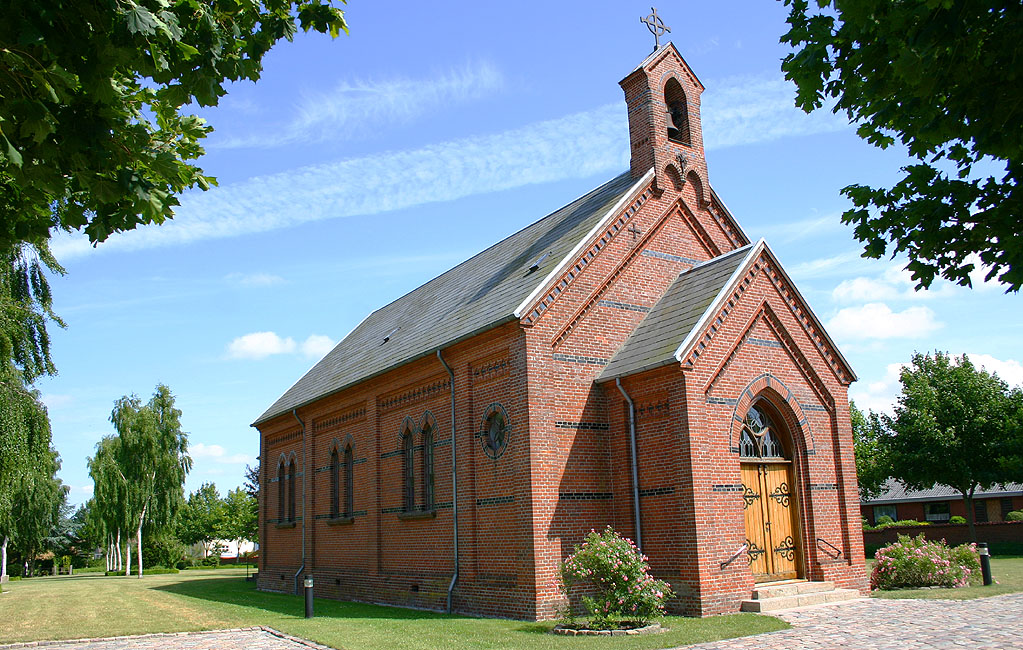
Vorup Kirche, heute Kapelle der Johanneskirche in der Gemeinde Randers

### Neuerrichtete Kirchen
- Essenbæk Kirche (1869)
- Brandstrup Kirche ved Viborg (1869–70)
- Vorup Kirke, heute Kapelle der Johanneskirche bei Randers (1876)
- Halling Kirche (Syddjurs Gemeinde) (1880)
- Vorupør Kirche bei Thisted (1878, abgerissen und 1902 von einer neuen Kirche von Claudius August Wiinholt ersetzt)
- Aså Kirche, Vendsyssel (1886–87)
- Jerup Kirche, Vendsyssel (1888–89)
- Struer Kirche (1890–91)
- Oksby Kirche bei Varde (1891)
- Mosevrå Kirche bei Varde (1891)
- Øster Vrå Kirche, Vendsyssel (1891).

### Umbau von Kirchen
- Langå Kirche (Randers Gemeinde) (1868)
- Uth Kirche bei Horsens (1869)
- Sankt Mortens Kirche, Randers (1869–70)
- Hørup Kirche bei Viborg (1874)
- Mejlby Kirche bei Randers (1874)
- Øster Velling Kirche, Randers (1875)
- Øster Tørslev Kirche, Randers (1876)
- Dall Kirche, Aalborg (1886)
- Stilling Kirche bei Skanderborg (1889)
- Sjørring Kirche bei Thisted (1890)
- Astrup Kirche, Hobro (1893)
- Eidrup Kirche (1894)
- Kristrup Kirche bei Randers (1908)
- Ødum Kirke bei Randers (1908)

### Umbau von Apsiden
- Hillerslev Kirche bei Thisted (1886)
- Skovby Kirche bei Århus (1887)
- Bælum Kirche bei Hadsund (1889)

### Wirtschaftsgebäude für größere Höfe
- Kokkedal Schloss (1870–71)
- Hevringholm bei Randers (1877)
- Gammelgaard bei Århus (1878)
- Mariager Kloster (1878)
- Kabbel bei Lemvig (1879)
- Fannerupgaard bei Grenå (1881)
- Rydhave (Vinderup) bei Holstebro (1884)

### Andere Bauten

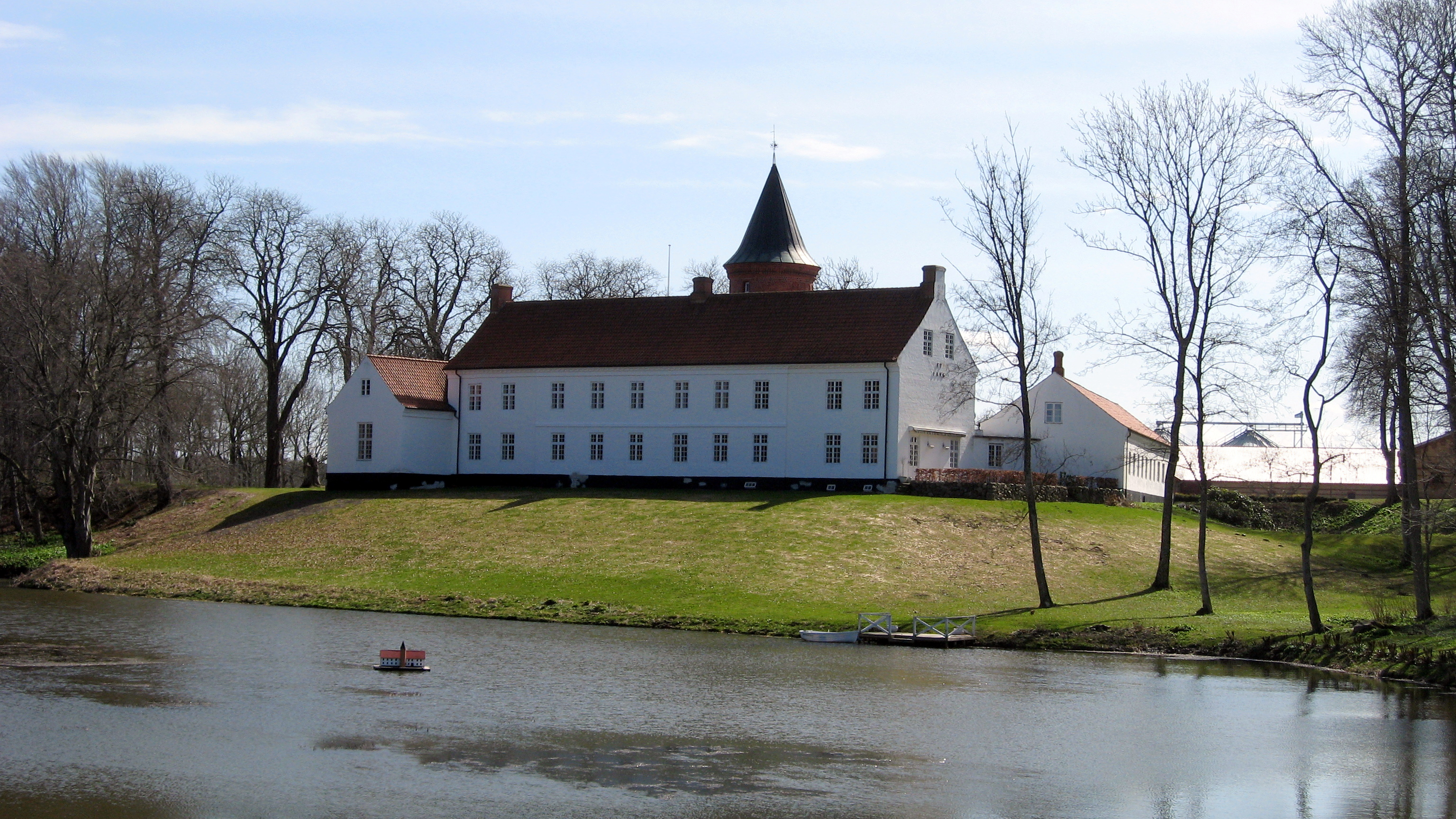
Høgholt Herrenhof

- Leichenkapelle auf dem Friedhof Randers (1876)
- R. Færchs Fabriken, Holstebro (1880)
- Konsul M. Schous Hof, Struer (1881)
- Brdr. Lerches Kaufmannshof, Randers (1881)
- mit Eggert Achen: Die Dänische Freimaurerloge St. Martin, Søren Møllers Gade 14, Randers (1881)
- Die Sportschule Lægården bei Holstebro, Hauptgebäude (1882)
- Sæbygård Instandsetzung (1885)
- Der Turm auf Høgholt (1889)
- Simested bei Hobro, das Armenhaus (1891)
- Leichenkapelle, Vestre Friedhof in Thisted (1896)
- Gemeindehaus in Hobro (1897)
- Darüber hinaus viele Höfe und Pfarrhöfe in Jütland

## Veröffentlichungen
Uldall hat viele Artikel, primär über Kirchen, Topografie und Handwerkstechniken verfasst.
- Rodding herreds kirker (= Sallinglands kirker 1). Hagerup, Kopenhagen 1884.
- Schwesterglocken aus dem Mittelalter im Großherzogtum Mecklenburg-Schwerin und dem Königreich Dänemark. In: Jahrbücher des Vereins für Mecklenburgische Geschichte und Altertumskunde 70, 1905, S. 153–178.
- Danmarks middelalderlige Kirkeklokker. Lehmann & Stage, Kopenhagen 1906.